# Serie C2 1988/1989
Soutěžní ročník Serie C2 1988/89 byl 11. ročník čtvrté nejvyšší italské fotbalové ligy. Soutěž začala 11. září 1988 a skončila 11. června 1989. Účastnilo se jí celkem 72 týmů rozdělené do čtyř skupin po 18 klubech. Z každé skupiny postoupili první dva do třetí ligy. Do nižší ligy sestoupili kluby kteří skončili na posledních třech místech.